# Erastria sordida
Erastria sordida là một loài bướm đêm trong họ Geometridae.